# Белов, Евгений Александрович (историк)
Евгений Александрович Белов (1826—1895) — российский историк и педагог, литературный критик, мемуарист. Действительный статский советник (1876).

## Биография
Происходил из обер-офицерских детей. Родился в 1826 году в Нижнем Новгороде. Учился в Нижегородской гимназии (1842), затем в Казанском университете, где окончил в 1849 году действительным студентом первое (историко-филологическое) отделение философского факультета.
В июне 1850 года Е. А. Белов поступил на службу младшим учителем географии в дворянский институт Пензы; 22 июля 1852 года назначен на ту же должность в Саратовскую гимназию.
Кроме того, состоял в Саратовском институте благородных девиц, до 1864 года, учителем географии и истории; там же некоторое время был инспектором классов.
В Саратове Белов свёл дружбу с Костомаровым и Чернышевским, за что, впоследствии, был привлечен к полицейскому допросу по делу Чернышевского, которого в служебной документации и переписке между жандармерией и тайной полицией называли «врагом Российской империи номер один». Этот допрос на всю жизнь наложил тяжелый отпечаток на сознание Евгения Александровича Белова.
В 1864 году Белов перешёл на службу в Санкт-Петербург, где педагогическая деятельность его главным образом сосредоточилась в Императорском Александровском лицее.